# 谭其奎
Tan-Che-Qua（约1728年—1796年）是一个中国民间艺人，以捏泥人为生。其中文原名已无从知晓，有译为谭其奎。
Tan-Che-Qua约1728年出生于广东省。乾隆二十二年（1757年），乾隆帝颁布海禁令，只保留广州为通商口岸，而Tan-Che-Qua想到西方展示他的手艺，因此他1769年8月11日到达了伦敦。当时英国有收藏中国艺术品的风尚，因此Tan-Che-Qua的泥人相当受欢迎。不久后，他进入了英国上流社会。画家约翰·汉密尔顿·莫蒂默曾经给Tan-Che-Qua画像，该画像目前收藏于英格兰皇家外科医学院博物馆。
1772年，Tan-Che-Qua返回广州，此后在广州去世。